# Teorema de la curva de Jordan

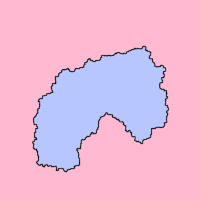
Ilustración del teorema de la curva de Jordan.

En topología, el teorema de la curva de Jordan establece que:
| Teorema de la curva de Jordan Toda curva cerrada simple del plano lo divide en dos componentes conexas disjuntas que tienen la curva como frontera común. Una de estas componentes está acotada (el interior de la curva) y la otra es no acotada y se le llama exterior. Camille Jordan (demostrado por Oswald Veblen) |

El teorema fue demostrado por Oswald Veblen en 1905.
Una generalización del teorema se conoce como teorema de Jordan-Schönflies.
A pesar de su simplicidad, el teorema requiere herramientas muy técnicas para demostrarlo. Por otro lado, el teorema no necesariamente es válido en cualquier superficie. Por ejemplo, aunque es válido en el plano (o la esfera), no es válido en el toro.